# Bambusa papillatoides
Bambusa papillatoides là một loài thực vật có hoa trong họ Hòa thảo. Loài này được Q.H.Dai & D.Y.Huang mô tả khoa học đầu tiên năm 1998.